# Mohamedsafiek Gowrie
Mohamedsafiek Gowrie is een Surinaams politicus. Hij was van 2020 tot 2025 lid van De Nationale Assemblée (DNA).

## Biografie
Gowrie is afkomstig uit het district Nickerie. Hij is een aanhanger van de islam en is landbouwer van beroep.
Hij is lid van de Vooruitstrevende Hervormings Partij (VHP) en stelde zich in tijdens de  verkiezingen van 2020 kandidaat voor een zetel in DNA. Het is zijn ambitie om de rijstsector in Nickerie opnieuw tot bloei te brengen. Hij werd verkozen met 2.583 stemmen achter zich en trad op 29 juni 2020 toe tot het parlement.